# Alexander Škarvan
Alexander Škarvan (ur. 1902, zm. 1956 w Popradzie) – słowacki ekonomista, taternik, działacz taternicki i fotograf górski. Był synem Alberta Škarvana (1869-1926), słowackiego lekarza, esperantysty i pacyfisty.
Alexander Škarvan był z zawodu księgowym, pracował w Starym Smokowcu. Od 1937 roku był kierownikiem Muzeum Spiskiego w Lewoczy, a po II wojnie światowej pracował jako główny księgowy w państwowym zarządzie uzdrowiska w Starym Smokowcu. W latach międzywojennych był jednym z najaktywniejszych słowackich taterników, był także jednym z pierwszych członków JAMES-u – klubu taternickiego założonego w 1921 roku. W Tatrach dokonał kilku pierwszych wejść, jego największym osiągnięciem było pierwsze udokumentowane zdobycie Basztowej Igły, którego dokonał wraz z Vlastą Štáflovą w 1929 r.
Škarvan był z zamiłowania fotografem, autorem dużej ilości tatrzańskich zdjęć o wysokiej wartości artystycznej. Kolekcjonował także dokumenty i inne przedmioty o tematyce tatrzańskiej, którymi wzbogacał zbiory Muzeum Tatrzańskiego w Popradzie.